# Gustav Trägårdh
Gustav Trägårdh, född 1974, är en svensk kock. 
Gustav vann tävlingen Årets kock 2010 och är en av de mest framgångsrika kockarna inom den svenska gastronomin.
Trägårdh läste tekniskt gymnasium med sikte på att bli ingenjör men utbildade sig senare istället till kock på Barken Viking. Innan han påbörjade sin anställning på Basement arbetade han bland annat på Panorama hotell och Fiskekrogen. Senast var han köksmästare och delägare på Sjömagasinet i Göteborg. Han var även med i Årets kock 2001 och kom då till semifinal. Han vann säsong tre av Kockarnas kamp, som sändes på TV4 hösten 2014. På senare tid har Trägårdh tävlat i ostronmästerskap där han kom på en andra plats på SM i Grebbestad. 
Trägårdh är årligen nere en vecka i Bad Gastein och lagar mat åt gästerna på Hotel Salzburger Hof.